# Lake Roosevelt National Recreation Area
La Lake Roosevelt National Recreation Area est une zone récréative américaine classée National Recreation Area, dans l'État de Washington. Créée sous le nom de Coulee Dam Recreational Area en 1946 puis renommée en l'honneur de Franklin Delano Roosevelt en 1997, elle protège 406 km2 dans les comtés de Ferry, Grant, Lincoln et Stevens.